# Romain Bardet
Romain Bardet (Brioude, 9 novembre 1990) è un ex ciclista su strada francese con caratteristiche di scalatore, professionista dal 2012 al 2025, ha vinto quattro tappe al Tour de France, corsa che ha concluso due volte sul podio, e una alla Vuelta a España.

## Carriera

### 2009-2011: Under-23
Dopo aver esordito con il Vélo Sport Brivadois di Brioude, nel 2009, con la CR4C Roanne, si mette in evidenza nella categoria dilettanti Under-23 con alcuni piazzamenti nel Ronde de l'Isard d'Ariège e nel Tour des Pays de Savoie. L'anno dopo, trasferitosi alla savoiarda Chambéry Cyclisme Formation (formazione satellite dell'AG2R La Mondiale), coglie diversi risultati di rilievo: è ottavo nel Giro delle Regioni, nono nel Ronde de l'Isard d'Ariège, ottavo nel Giro dei Paesi di Savoia, sesto al Tour de l'Avenir e decimo nel Piccolo Giro di Lombardia. In questa stagione vince anche la quarta frazione del Ronde de l'Isard d'Ariège.
Nel 2011 rimane tra gli Under-23 con la Chambéry Cyclisme Formation. Dopo aver vinto il Tour des Communes de la Vallée du Bedat, giunge secondo nella Liegi-Bastogne-Liegi Under-23, sesto nella generale della Toscana-Terra di ciclismo, sesto nella classifica generale del Giro della Regione Friuli Venezia Giulia, quarto in quella del Ronde de l'Isard d'Ariège, e secondo nel Giro dei Paesi di Savoia. Si aggiudica due tappe del Giro dei Paesi di Savoia di cui una, quella con arrivo a La Thuile, in solitaria grazie a un attacco in discesa. Successivamente si aggiudica anche la quinta frazione del Tour de l'Avenir.

### 2012-2014: gli esordi nel professionismo

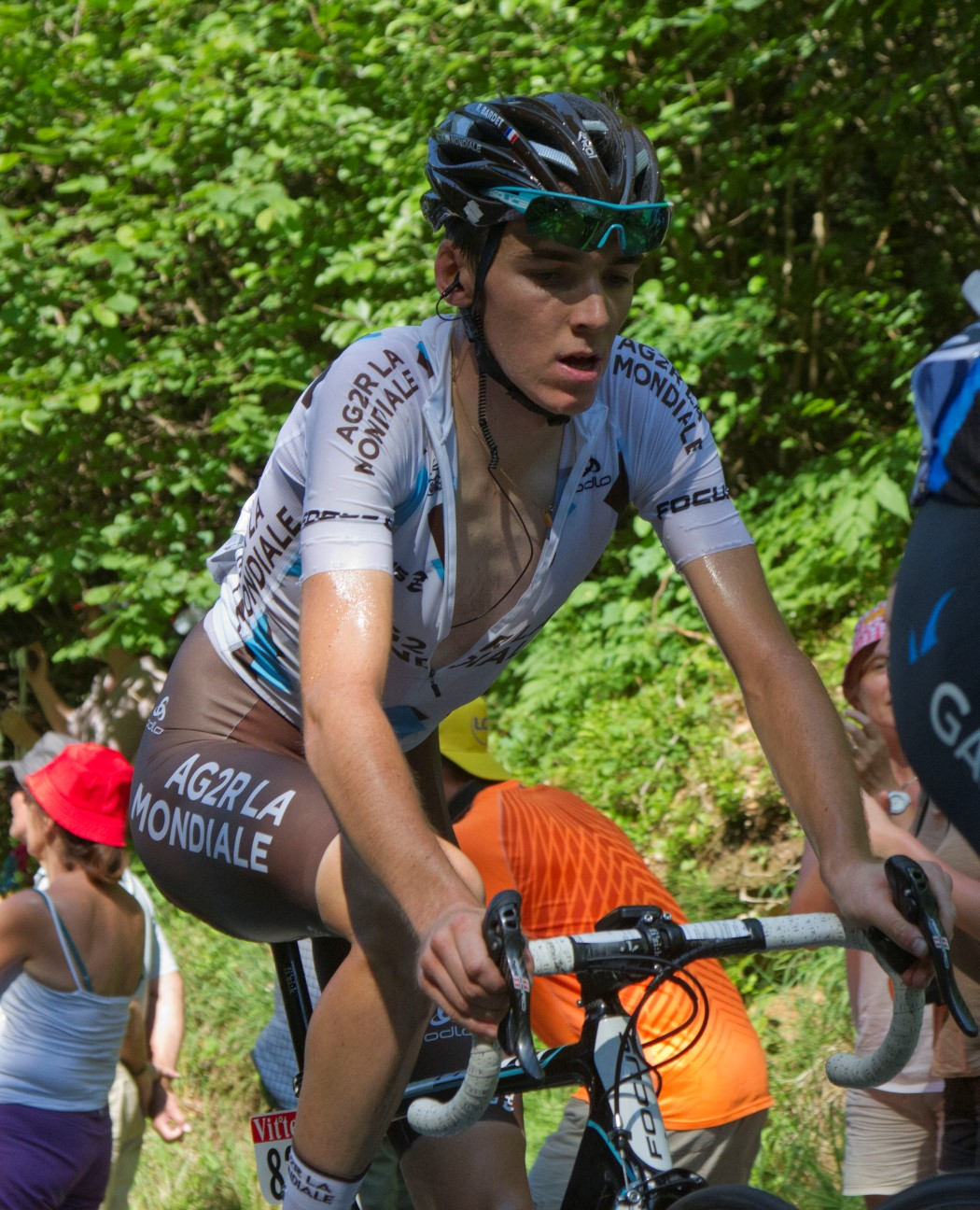
Romain Bardet in azione, durante una tappa del Tour de France 2013.

Dopo questi ottimi risultati, all'inizio del 2012 viene promosso nell'AG2R La Mondiale, completando il salto nel professionismo. Nella stagione del debutto si fa notare al Grand Prix d'Ouverture La Marseillaise, concludendo la corsa al dodicesimo posto, e poi alla Volta Ciclista a Catalunya, con due piazzamenti nei primi dieci. In aprile corre due classiche delle Ardenne, l'Amstel Gold Race e la Freccia Vallone: all'Amstel Gold Race si rende protagonista andando in fuga e venendo ripreso solamente a 10 km dal traguardo (concluderà la corsa in 25ª posizione) mentre alla Freccia Vallone giunge ventinovesimo. In entrambe le corse risulta comunque il secondo corridore piazzato dell'AG2R dopo Rinaldo Nocentini. È poi quinto al Presidential Cycling Tour of Turkey e secondo in una tappa del Tour de l'Ain.

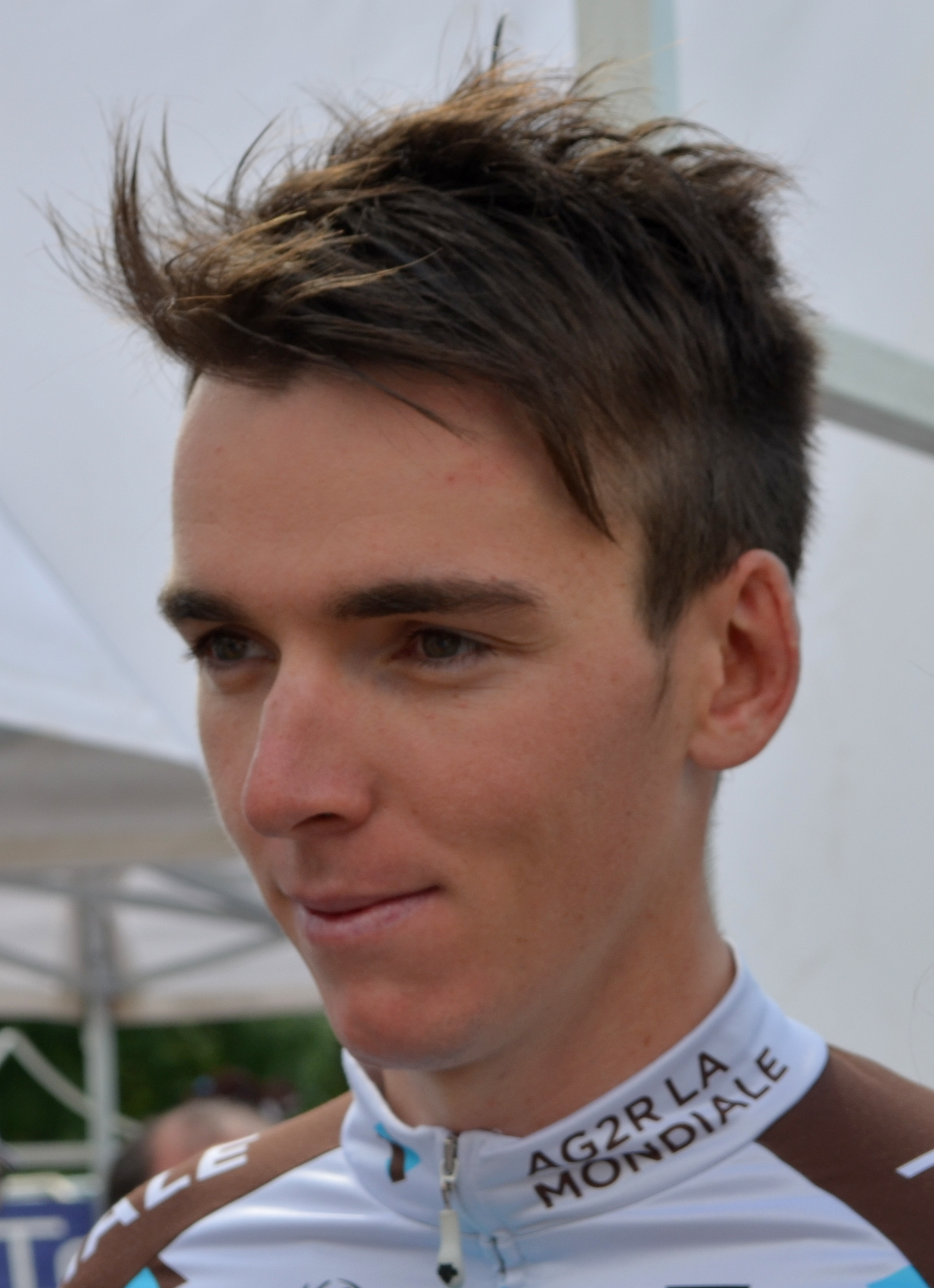
Romain Bardet al Tour de l'Ain 2014.

Nella primavera del 2013 si piazza terzo alla Classic Sud Ardèche, tredicesimo alla sua prima Liegi-Bastogne-Liegi e poi quarto nella classifica generale della Route du Sud. Tra luglio e agosto conclude prima quindicesimo in classifica generale al Tour de France, e poi ottiene la prima vittoria in carriera da pro vincendo la generale del Tour de l'Ain grazie a due podi di tappa. In chiusura di annata partecipa alla gara Elite dei campionati del mondo in Toscana e si piazza infine quinto, e miglior giovane, al Tour of Beijing, valido per il calendario World Tour.
Nel 2014 migliora ulteriormente le sue prestazioni, e già in primavera torna al successo facendo sua in solitaria la Drôme Classic, classificandosi anche quarto nella generale della Volta Ciclista a Catalunya e decimo alla Liegi-Bastogne-Liegi. Dopo un buon Critérium du Dauphiné, in cui si piazza quinto, corre il Tour de France con ambizioni di classifica. In quella Grande Boucle dimostra una buona solidità nelle tappe di montagna - è rispettivamente sesto e quinto al traguardo a Chamrousse e Risoul sulle Alpi e quinto ad Hautacam sui Pirenei - perde però quasi 2 minuti dai migliori nel tappone di Bagnères-de-Luchon. Arriva dunque alla vigilia della penultima tappa, una cronometro di 54 km, al quinto posto in classifica generale ma a causa di una foratura perde il piazzamento a favore di Tejay van Garderen, chiudendo così il suo secondo Tour al sesto posto. Negli ultimi mesi della stagione è secondo al Tour de l'Ain, quinto al Grand Prix de Montréal e undicesimo al Giro di Lombardia.

### Dal 2015: le vittorie di tappa al Tour de France

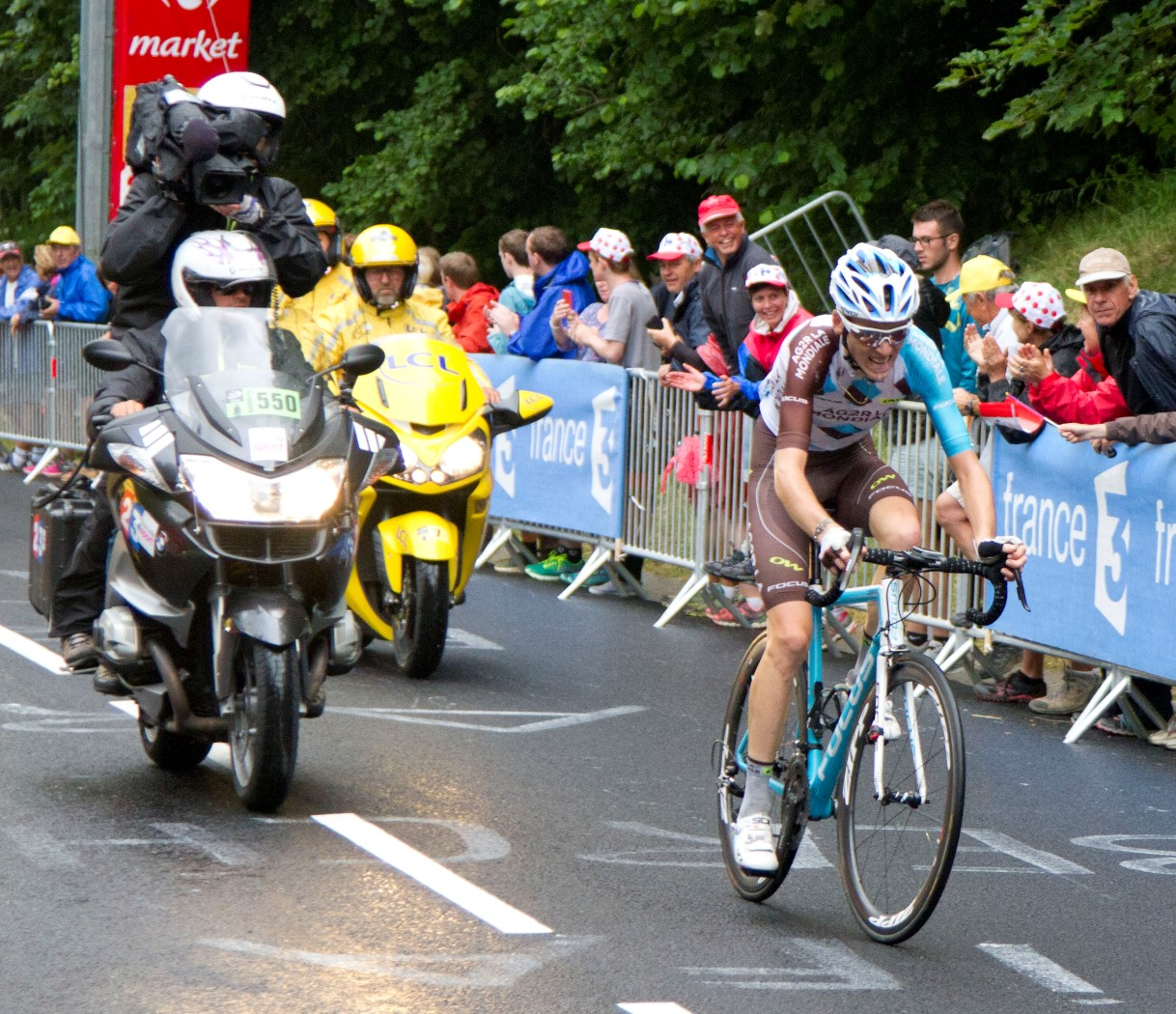
Romain Bardet in fuga solitaria e vincitore della diciannovesima frazione del Tour de France 2016.

Nei primi mesi del 2015 Bardet non si mette in particolare evidenza, ottenendo comunque il quinto posto finale alla Vuelta a Andalucía, il nono al Giro del Trentino, il sesto alla Liegi-Bastogne-Liegi e il nono al Tour de Romandie. In preparazione al Tour de France corre il Critérium du Dauphiné, riuscendo a vincere la tappa di Pra Loup in solitaria e a concludere la corsa al sesto posto. Al seguente Tour de France finisce presto lontano dai migliori: sui Pirenei perde infatti 8'50" da Chris Froome nella tappa di La Pierre-Saint-Martin, e 8'29" l'indomani a Cauterets. Ripresosi con i terzi posti di tappa a Plateau de Beille e a Mende (beffato da Steve Cummings), vince in solitaria la diciottesima tappa, quella sulle Alpi con le scalate al Col du Glandon e ai Lacets de Montvernier (3 km con ben 18 tornanti) e l'arrivo in discesa a Saint-Jean de Maurienne. Termina il Tour al nono posto in classifica generale. 

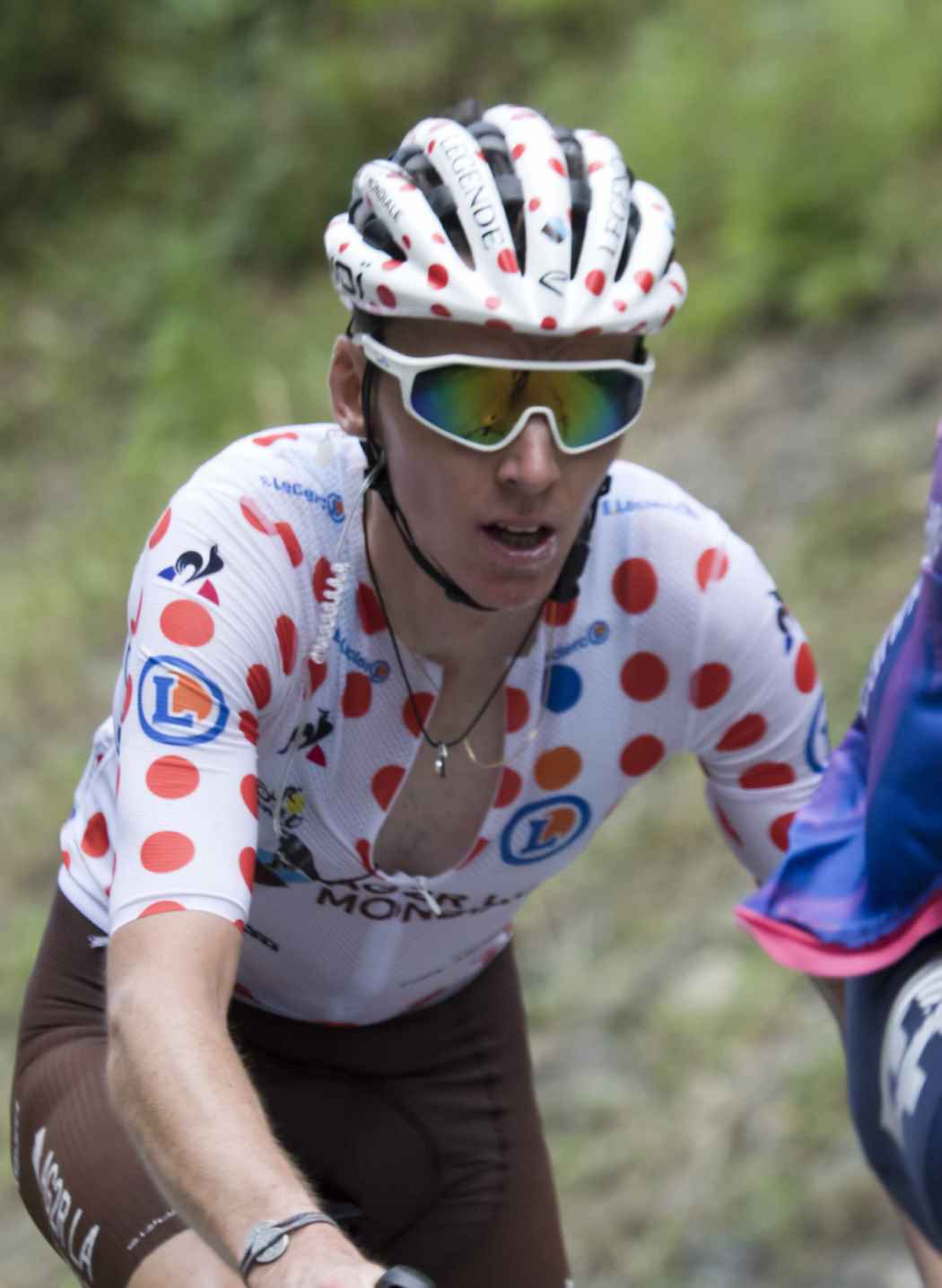
Romain Bardet in azione, con indosso la maglia a pois, poi conquistata al Tour de France 2019.

Anche nel 2016 l'obiettivo è la preparazione in vista del Tour de France. A inizio stagione ottiene diversi piazzamenti: è secondo al Tour of Oman (battuto dal solo Vincenzo Nibali), nono alla Parigi-Nizza, sesto alla Volta Ciclista a Catalunya e sesto al Giro del Trentino. In giugno conclude secondo nella generale al Critérium du Dauphiné, dietro al solo Chris Froome, grazie ai podi di tappa a Méribel e a Superdévoluy. Al Tour de France seguente, cui si presenta come uno dei favoriti, tiene il passo dei migliori sui Pirenei, ma nella cronometro della seconda settimana perde 2'49" dalla maglia gialla Froome. Giunto alla vigilia delle ultime quattro tappe sulle Alpi al quinto posto della generale, recupera alcuni secondi sui diretti rivali sull'arrivo in salita di Finhaut-Emosson, mentre l'indomani a Megève è autore di una buona cronoscalata. 

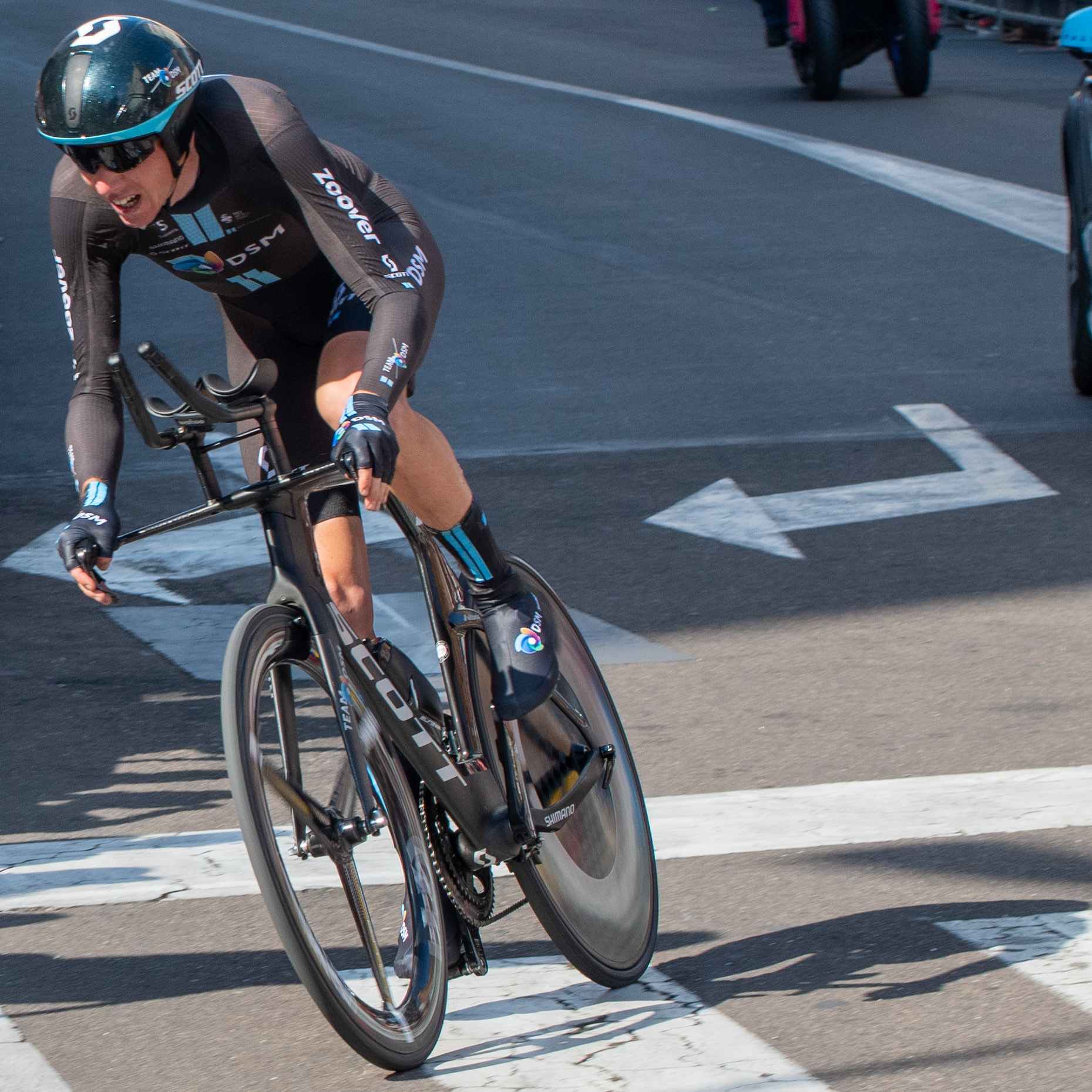
Romain Bardet, durante l'ultima tappa a cronometro, del Giro d'Italia 2021.

Il giorno dopo vince a Saint-Gervais-Mont Blanc con una grande azione in solitaria, scalzando dal podio Bauke Mollema e Adam Yates e risalendo fino al secondo posto della classifica generale, alle spalle di Froome. Sull'ultima salita dell'ultima tappa di montagna, il Col de Joux Plane (arrivo a Morzine), si limita infine a controllare gli avversari difendendo con successo il secondo gradino del podio finale, staccato di 4'05" da Froome ma con 16" di vantaggio su Nairo Quintana. 
Conclude la stagione 2016 correndo la prova olimpica a Rio de Janeiro e ottenendo buoni piazzamenti nelle classiche italiane d'autunno: è infatti secondo al Giro dell'Emilia, nono alla Milano-Torino e quarto al Giro di Lombardia.
Nel 2017, dopo il sesto posto al Tour of Oman, alla Parigi-Nizza viene squalificato dalla giuria al termine della prima tappa per un traino dalla propria ammiraglia dopo una caduta a circa 20 km dal traguardo. Tra aprile e giugno si piazza invece sesto alla Liegi-Bastogne-Liegi, come già nel 2015, e sesto al Critérium du Dauphiné. Al Tour de France 2017 vince la dodicesima tappa, la tappa pirenaica di Peyragudes, scattando sulla rampa finale e battendo Rigoberto Urán e Fabio Aru. Nel 2019 dopo essere uscito di classifica al Tour de France 2019, riuscì a conquistare la maglia a Pois riservata al miglior scalatore del Tour.

## Palmarès

### Strada
- 2010 (Chambéry Cyclisme Formation)

4ª tappa Ronde de l'Isard (Muret > Saint-Girons)
- 2011 (Chambéry Cyclisme Formation)

Circuit des Communes de la Vallée du Bédat
2ª tappa Tour des Pays de Savoie (Aoste > La Thuile)
3ª tappa Tour des Pays de Savoie (Neydens > Les Houches)
5ª tappa Tour de l'Avenir (Champagnole > Le Salève)
Grand Prix d'Issoire
- 2013 (AG2R La Mondiale, una vittoria)

Classifica generale Tour de l'Ain
- 2014 (AG2R La Mondiale, una vittoria)

Drôme Classic
- 2015 (AG2R La Mondiale, due vittorie)

5ª tappa Giro del Delfinato (Digne-les-Bains > Pra Loup)
18ª tappa Tour de France (Gap > Saint-Jean-de-Maurienne)
- 2016 (AG2R La Mondiale, una vittoria)

19ª tappa Tour de France (Albertville > Saint-Gervais Mont Blanc)
- 2017 (AG2R La Mondiale, una vittoria)

12ª tappa Tour de France (Pau > Peyragudes)
- 2018 (AG2R La Mondiale, una vittoria)

Classic de l'Ardèche
- 2021 (Team DSM, due vittorie)

3ª tappa Vuelta a Burgos (Busto de Bureba > Espinosa de los Monteros)
14ª tappa Vuelta a España (Don Benito > Pico Villuercas)
- 2022 (Team DSM, una vittoria)

Classifica generale Tour of the Alps
- 2024 (Team DSM-Firmenich PostNL, una vittoria)

1ª tappa Tour de France (Firenze > Rimini)

#### Altri successi
- 2011 (Chambéry Cyclisme Formation)

Classifica a punti Tour de l'Avenir
- 2013 (AG2R La Mondiale)

Classifica a punti Tour de l'Ain
Classifica giovani Tour of Beijing
- 2014 (AG2R La Mondiale)

Classifica giovani Tour of Oman
Critérium de Marcolès
- 2015 (AG2R La Mondiale)

Premio della Combattività Tour de France
Critérium de Lacq-Audéjos
Critérium de Castillon-la-Bataille
- 2016 (AG2R La Mondiale)

Critérium de Lisieux
- 2017 (AG2R La Mondiale)

Critérium de Castillon-la-Bataille
Critérium de Marcolès
- 2018 (AG2R La Mondiale)

Critérium de Marcolès
- 2019 (AG2R La Mondiale)

Classifica scalatori Tour de France
Critérium de Castillon-la-Bataille
Critérium de Vayrac
Critérium de Quillan
- 2021 (Team DSM)

Classifica scalatori Vuelta a Burgos
- 2022 (Team DSM)

Critérium de Marcolès
- 2023 (Team DSM-Firmenich)

1ª tappa Vuelta a España (Barcellona > Barcellona, cronosquadre)
- 2024 (Team DSM-Firmenich PostNL)

Ronde d'Aix-en-Provence

## Piazzamenti

### Grandi Giri
- Giro d'Italia

2021: 7º
2022: ritirato (13ª tappa)
2024: 9º
2025: 26º
- Tour de France

2013: 15º
2014: 6º
2015: 9º
2016: 2º
2017: 3º
2018: 6º
2019: 15º
2020: non partito (14ª tappa)
2022: 6º
2023: ritirato (14ª tappa)
2024: 30º
- Vuelta a España

2017: 17º
2021: 25º
2023: 21º

### Classiche monumento
- Milano-Sanremo

2013: 17º
2019: 50º
2021: 27º
- Giro delle Fiandre

2020: 25º
- Liegi-Bastogne-Liegi

2013: 13º
2014: 10º
2015: 6º
2016: 13º
2017: 6º
2018: 3º
2019: 21º
2022: ritirato
2023: 15º
2024: 2º
2025: 82º
- Giro di Lombardia

2012: 29º
2014: 11º
2015: 17º
2016: 4º
2018: ritirato
2021: 8º
2022: 9º
2023: 11º
2024: non partito

### Competizioni mondiali
- Campionati del mondo

Città del Capo 2008 - In linea Juniores: 13º
Toscana 2013 - In linea Elite: 28º
Ponferrada 2014 - In linea Elite: 62º
Innsbruck 2018 - In linea Elite: 2º
Wollongong 2022 - In linea Elite: 22º
Zurigo 2024 - In linea Elite: 10º
- Giochi olimpici

Rio de Janeiro 2016 - In linea: 24º

### Competizioni europee
- Campionati europei

Verbania 2008 - In linea Junior: 12º
Offida 2011 - In linea Under-23: ritirato
Trento 2021 - In linea Elite: 12º